# Brick (electrònica)
Un brick (o dispositiu totxo) és un dispositiu mòbil, una consola de jocs, un encaminador, un ordinador o un altre dispositiu electrònic de consum que ja no funciona a causa d'un microprogramari malmès, un problema de maquinari o altres danys.

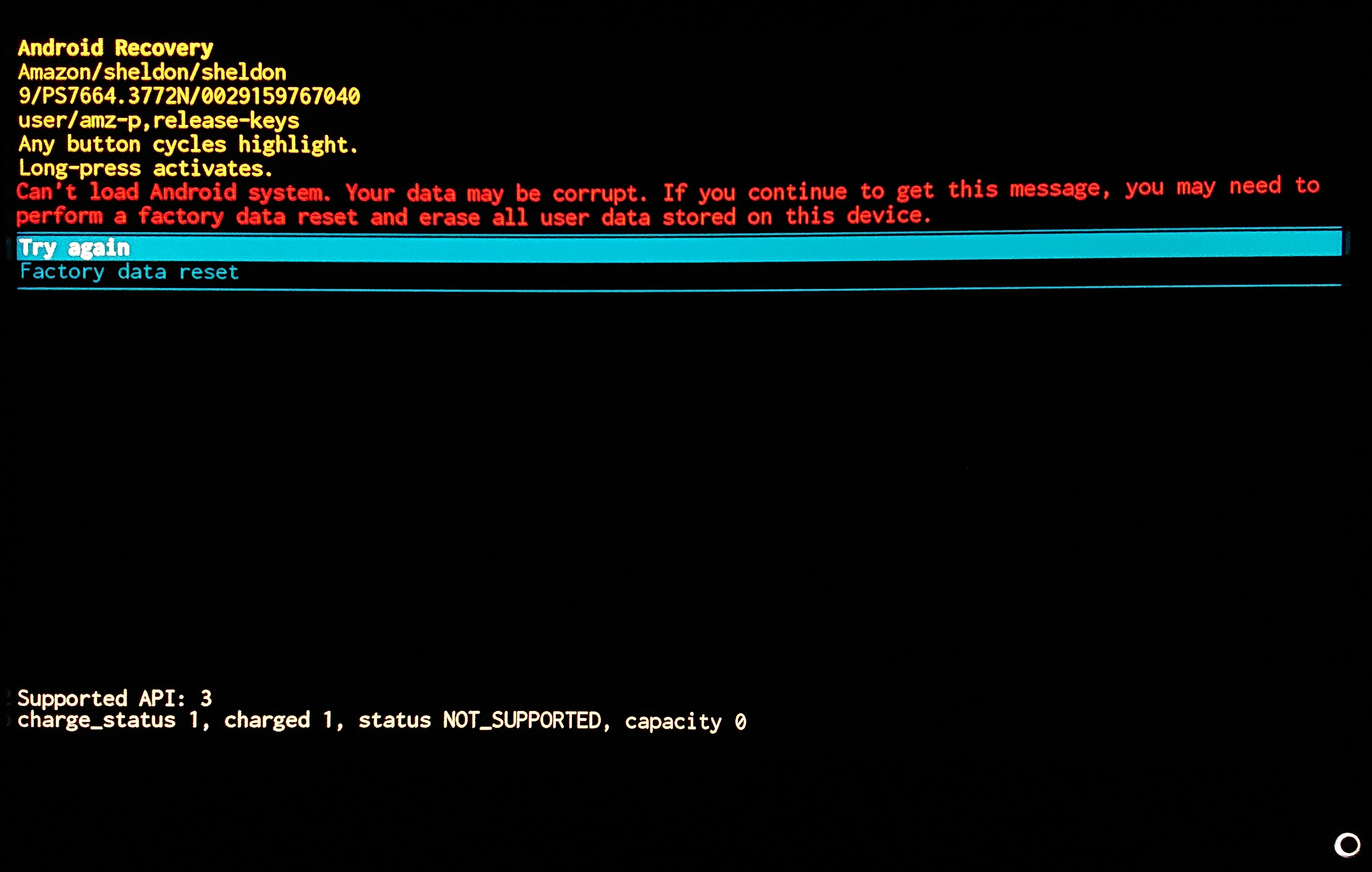
Un Fire TV Stick de maó suau, que s'inicia en la recuperació d'emergència i indica a l'usuari que la partició /data s'ha malmès i requereix un restabliment de fàbrica per tornar-la a utilitzar.

## Causa i prevenció
El trencament d'un dispositiu és sovint el resultat d'interrompre un intent d'actualització del dispositiu. Molts dispositius tenen un procediment d'actualització que no s'ha d'interrompre abans de finalitzar; si s'interromp per una fallada d'alimentació, intervenció de l'usuari o qualsevol altre motiu, el microprogramari existent pot quedar parcialment sobreescrit i inutilitzable. El risc de corrupció es pot minimitzar prenent totes les precaucions possibles contra la interrupció.
La instal·lació de microprogramari amb errors, o per a una revisió diferent del maquinari, o la instal·lació de microprogramari amb pedaços incompetents, com ara el microprogramari de DVD que només reprodueix DVD venuts en una regió concreta, també pot provocar un bloqueig.
Els dispositius també es poden bloquejar amb programari maliciós (programari maliciós) i, de vegades, executant programari no perjudicial intencionadament però amb errors que causen danys.
Alguns dispositius inclouen una còpia de seguretat del seu microprogramari, emmagatzemat en una ROM fixa o una memòria no volàtil escriptible, que normalment no és accessible per als processos que el podrien corrompre. Si el microprogramari es corromp, el dispositiu pot copiar des de la memòria de còpia de seguretat a la seva memòria principal, restaurant el microprogramari.

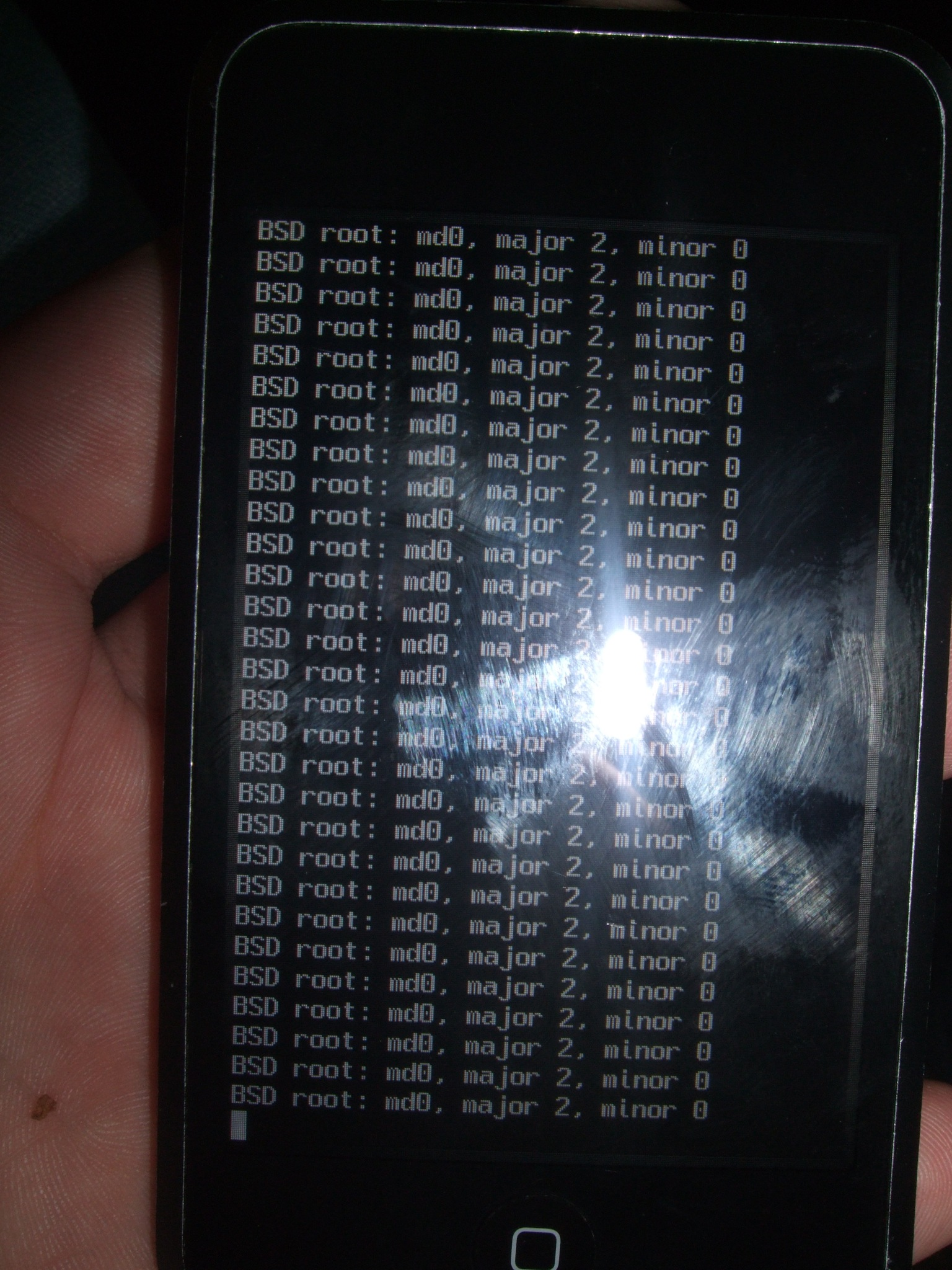
Un iPod Touch de maó suau, que només mostra missatges d'error com a arrel BSD.

## Tipus
El bricking es classifica en dos tipus, dur i tou, depenent de la capacitat de funcionament del dispositiu.

### Dur
Els dispositius de maons durs solen mostrar pocs o cap signe de vida. Un dispositiu dur no s'encén ni mostra cap logotip de proveïdor; la pantalla roman apagada o en blanc. Algunes de les raons principals per a la construcció de maons durs inclouen la instal·lació de microprogramari no destinat al dispositiu, danys físics greus, interrompre un procediment de parpelleig de microprogramari o seguir un procediment de parpelleig incorrecte.
En el cas dels dispositius Android, s'han conegut alguns errors del nucli que afecten la partició/data del xip eMMC, que es corromp durant determinades operacions, com ara esborrar i parpellejar.
La recuperació d'un maó dur generalment es considera difícil i requereix l'ús d'una interfície de programació més directa al dispositiu; aquesta interfície sovint existeix, ja que hi ha d'haver una manera de programar el firmware inicial durant el procés de fabricació. Tanmateix, poden ser necessàries eines o connexions addicionals, com ara dispositius de programació de baix nivell. Les recuperacions de maons durs de maquinari també es consideren difícils i requereixen coneixements elèctrics per trobar i solucionar problemes de maquinari. Per exemple, un condensador sobrecarregat en un circuit pot explotar, aturant així el flux d'electricitat i bloquejant el dispositiu. Exemples més complexos impliquen danys permanents als circuits integrats i als processadors. Arreglar aquests maons de maquinari implica substituir aquests components per complet o arreglar-los mitjançant un salt si el circuit ho permet o altres mètodes.
La majoria dels dispositius es poden fer dur de diverses maneres. La resolució generalment segueix un procés d'anàlisi del procés d'arrencada, determinació del subtipus de maó dur i realització de canvis amb l'ajut de dispositius externs (no bricked).

### Tou
Un dispositiu "bricking suau" pot mostrar signes de vida, però no s'engega o pot mostrar una pantalla d'error. Els dispositius de maó suau normalment es poden arreglar amb relativa facilitat; per exemple, un dispositiu iOS de maó suau pot mostrar una pantalla que indiqui a l'usuari que el connecti a un ordinador per dur a terme una recuperació del sistema operatiu mitjançant el programari d'iTunes. En alguns casos, els dispositius de maó tou no es poden reparar sense que es facin reparacions físiques; un exemple d'això seria un dispositiu iOS bloquejat amb el bloqueig d'activació d'iCloud, del qual l'única solució és contactar amb el propietari del compte d'iCloud al qual està bloquejat el dispositiu o substituir tota la placa lògica per una placa no bloquejada

## Serveis en línia i mòbils
Els telèfons mòbils tenen un codi d'identificació fix, l'IMEI. Un telèfon denunciat com a robatori pot tenir el seu IMEI bloquejat per xarxes, impedint que s'utilitzin com a dispositius mòbils. iOS ofereix una funció similar de "Bloqueig d'activació" mitjançant el programari de seguretat "Troba el meu iPhone", on es pot evitar que un dispositiu funcioni de forma remota (fins i tot després d'haver-lo esborrat), protegit per l'identificador d'Apple del propietari.
Els dispositius que tenen una forta dependència dels serveis en línia per funcionar es poden bloquejar després que els serveis hagin estat discontinuats pel fabricant, o algun altre factor tecnològic (com ara certificats de seguretat caducats o altres serveis que no estiguin disponibles en silenci) els impedeix efectivament funcionar. Això pot passar si el producte ha estat succeït per un model més nou i el fabricant ja no vol mantenir els serveis de la versió anterior, o si una empresa ha estat adquirida per un altre o deixa de funcionar, i decideix no fer-ho o ja no ho és. capaç de mantenir els seus productes anteriors. Per exemple, Apple va deixar de suportar OS X El Capitan l'octubre de 2018 i el 30 de setembre de 2021 el certificat de seguretat integrat va caducar, cosa que va fer que els usuaris no es poguessin connectar ni utilitzar cap servei d'iCloud. El certificat de seguretat emès amb les actualitzacions finals d'OS X Sierra i High Sierra ha caducat el 20 de maig de 2022. La pràctica s'ha examinat especialment a l'Internet de les coses i als mercats de la llar intel·ligent. En aquests casos s'ha declarat que el maons és un mitjà per fer complir l'obsolescència planificada.